# Оденвальдерский диалект
Оденвальдерский диалект (нем. Odenwälderisch, в диалекте — Ourewellerisch) — немецкий диалект рейнско-франкской группы, который распространён в южногессенском Оденвальде вдоль т. н. Бергштрассе и на севере Баден-Вюртемберга.
От южногессенского отличается незначительно, по большей части лексикой и произношением. По морфологическим особенностям причисляется к пфальцским диалектам. Родственен оденвальдскому.